# Guido Rouse
Guido Adalberto Rouse Luzcando (Panamá, 4 de marzo de 1996) es un futbolista panameño que juega como delantero en el CA Independiente de la Primera División de Panamá.

## Estadísticas
| Club                            | Div.                | Temporada           | Liga  | Liga  | Copas nacionales | Copas nacionales | Torneos internacionales | Torneos internacionales | Total | Total | Media goleadora |
| Club                            | Div.                | Temporada           | Part. | Goles | Part.            | Goles            | Part.                   | Goles                   | Part. | Goles | Media goleadora |
| ------------------------------- | ------------------- | ------------------- | ----- | ----- | ---------------- | ---------------- | ----------------------- | ----------------------- | ----- | ----- | --------------- |
| Sporting San Miguelito · Panamá | 1ª                  | 2015                | 2     | 0     | —                | —                | —                       | —                       | 2     | 0     | 0,00            |
| Sporting San Miguelito · Panamá | 1ª                  | 2016                | 5     | 0     | —                | —                | —                       | —                       | 5     | 0     | 0,00            |
| Sporting San Miguelito · Panamá | Total               | Total               | 7     | 0     | 0                | 0                | 0                       | 0                       | 7     | 0     | 0,00            |
| Santa Gema FC · Panamá          | 1ª                  | 2017-18             | 25    | 7     | —                | —                | —                       | —                       | 25    | 7     | 0,28            |
| Santa Gema FC · Panamá          | Total               | Total               | 25    | 7     | 0                | 0                | 0                       | 0                       | 25    | 7     | 0,28            |
| San Francisco FC · Panamá       | 1ª                  | 2018-19             | 22    | 7     | —                | —                | —                       | —                       | 22    | 7     | 3,14            |
| San Francisco FC · Panamá       | 1ª                  | 2019                | 7     | 1     | —                | —                | 1                       | 0                       | 8     | 1     | 0,13            |
| San Francisco FC · Panamá       | 1ª                  | 2020                | 2     | 3     | —                | —                | 0                       | 0                       | 2     | 3     | 1,50            |
| San Francisco FC · Panamá       | Total               | Total               | 31    | 11    | 0                | 0                | 1                       | 0                       | 32    | 11    | 0,29            |
| CA Independiente · Panamá       | 1ª                  | 2020                | 8     | 1     | —                | —                | 1                       | 0                       | 9     | 1     | 0,12            |
| CA Independiente · Panamá       | 1ª                  | 2021                | 27    | 4     | —                | —                | 2                       | 0                       | 29    | 4     | 0,14            |
| CA Independiente · Panamá       | 1ª                  | 2022                | 1     | 0     | —                | —                | 1                       | 0                       | 1     | 0     | 0,00            |
| CA Independiente · Panamá       | Total               | Total               | 36    | 5     | 0                | 0                | 3                       | 0                       | 39    | 5     | 0,13            |
| Zulia FC · Venezuela            | 1ª                  | 2022                | 24    | 11    | —                | —                | —                       | —                       | 24    | 11    | 0,45            |
| Zulia FC · Venezuela            | Total               | Total               | 24    | 11    | 0                | 0                | 0                       | 0                       | 24    | 11    | 0,45            |
| Portuguesa FC · Venezuela       | 1ª                  | 2023                | 23    | 1     | —                | —                | —                       | —                       | 23    | 1     | 0,04            |
| Portuguesa FC · Venezuela       | Total               | Total               | 23    | 1     | 0                | 0                | 0                       | 0                       | 23    | 1     | 0,04            |
| CA Independiente · Panamá       | 1ª                  | 2024                | 0     | 0     | —                | —                | —                       | —                       | 0     | 0     | 0,00            |
| CA Independiente · Panamá       | Total               | Total               | 0     | 0     | 0                | 0                | 0                       | 0                       | 0     | 0     | 0,00            |
| Total en su carrera             | Total en su carrera | Total en su carrera | 146   | 35    | 0                | 0                | 4                       | 0                       | 150   | 35    | 0,23            |
| 1.                              |                     |                     |       |       |                  |                  |                         |                         |       |       |                 |

## Palmarés

### Títulos nacionales
| Título          | Club             | País   | Año  |
| --------------- | ---------------- | ------ | ---- |
| Torneo Clausura | CA Independiente | Panamá | 2020 |